# Gmina Miączyn
Die Gmina Miączyn ist eine Landgemeinde im Powiat Zamojski der Woiwodschaft Lublin in Polen. Ihr Sitz ist das gleichnamige Dorf mit etwa 750 Einwohnern.
Von 1975 bis 1998 befand sich die Gemeinde in der Woiwodschaft Zamość.
Nach offizieller Zählung Gemeinde hatte am 30. Juni 2004 6308 Einwohner, am 31. Dezember 2017 5874 Einwohner am 31. Dezember 2019 5726 Einwohner.

## Naturschutz
Auf dem Gebiet der Gemeinde befindet sich das Popówka-Naturschutzgebiet mit einer Kolonie der Perlmuschel und seltenen Vogel- und Säugetierarten.

## Gebietsstruktur
Nach Angaben aus dem Jahr 2002 fallen unter die Fläche der Gemeinde Miączyn von 155,91 km²
- landwirtschaftliche Nutzfläche: 83 %
- Waldfläche: 10 %

Die Gemeinde bildet 8,33 % der Fläche des Kreises.

## Demographie
| Beschreibung                 | Gesamt   | Gesamt | Frauen   | Frauen | Männer   | Männer |
| ---------------------------- | -------- | ------ | -------- | ------ | -------- | ------ |
| Personen                     | Personen | %      | Personen | %      | Personen | %      |
| Personen                     | 6308     | 100    | 3236     | 51,3   | 3072     | 48,7   |
| Bevölkerungsdichte (Ew./km²) | 40,5     | 40,5   | 20,8     | 20,8   | 19,7     | 19,7   |

(30. Juni 2004)
- Alterspyramide der Bevölkerung der Gemeinde Miączyn im Jahr 2014:

## Gliederung
Zur Landgemeinde Miączyn gehören folgende 21 Ortschaften mit einem Schulzenamt:
- Czartoria
- Frankamionka
- Gdeszyn
- Gdeszyn-Kolonia
- Horyszów
- Horyszów-Kolonia
- Koniuchy
- Koniuchy-Kolonia
- Kotlice
- Kotlice-Kolonia
- Miączyn
- Miączyn-Kolonia
- Miączyn-Stacja
- Ministrówka
- Niewirków
- Niewirków-Kolonia
- Poddąbrowa
- Świdniki
- Zawalów
- Zawalów-Kolonia
- Żuków

Ein weiterer Ort der Gemeinde ist Podkotlice.

## Benachbarte Gemeinden
Grabowiec, Komarów-Osada, Sitno, Trzeszczany, Tyszowce, Werbkowice